# 이킬릴로우 도이니네

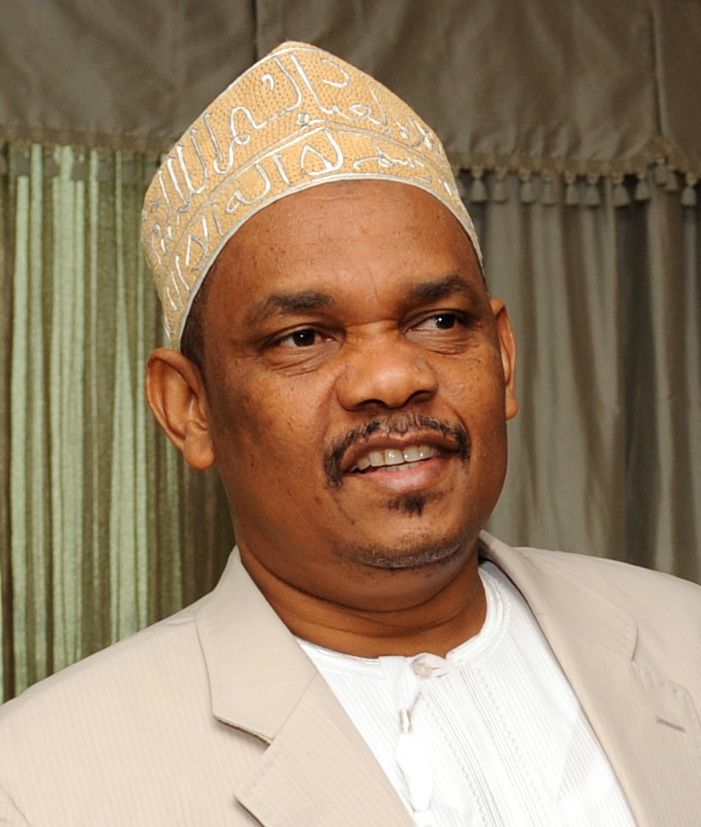
이킬릴로우 도이니네 대통령 (2012년)

이킬릴로우 도이니네(Ikililou Dhoinine, 1962년 8월 14일 ~)는 코모로의 정치인이다. 2011년부터 2016년까지 코모로의 대통령을 지냈다. 아흐메드 압달라 모하메드 삼비 전 대통령 하에서 부통령을 지낸 적이 있다.

## 정치경력
대통령이 되기 전에는 코모로 재정부에서 근무하였으며 예산·여성기업정신 부문 부총리를 지낸 바 있다. 2008년 3월 26일부터 3월 31일까지는 코모로 앙주앙섬의 임시대통령을 지내기도 하였다. 또 아흐메드 압달라 모하메드 삼비 대통령 시절 부통령으로 임기 5년을 지냈다.
이후 2010년 코모로 대통령 선거에 후보로 출마하였다. 1차 투표에서 가장 많은 득표율 (28.19%)을 얻었고 모하메드 사이드 파줄, 압두 자비르 후보와 함께 3자 구도의 2차 투표를 치르게 되었다. 그리고 2차 투표에서 61.12%라는 압도적인 지지율을 차지하면서 대통령에 당선되었다. 여당 후보로 나섰던 도이니네 후보는 아흐메드 압달라 모하메드 삼비 현 대통령으로부터 지지 선언을 받았다. 이로서 도이니네는 사상 첫 모엘리섬 출신 대통령이 되었다.
2011년 5월 26일 대통령 취임식에서 도이니네는 "부패와의 전쟁에 무슨 일이라도 하겠다"고 맹세하였다. 또 정권출범 초반에 재정투명성을 높이기 위해 '부패방지투쟁 국가위원회'와 '공공조달청'를 설립하여 부패에 대한 강력한 추방 의지를 내세웠다. 이후 5년간의 임기를 마치고 2016년 5월 26일 대통령직에서 물러났다.
도이니네의 부인은 하디디아 아부바카 이도니네 (Hadidja Abubacarr I'Dhoinine)이며, 도이니네가 대통령에 취임한 이후로는 코모로의 영부인이 되었다.

## 역대 선거 결과
| 선거명      | 직책명        | 대수 | 정당   | 1차 득표율 | 1차 득표수 | 2차 득표율 | 2차 득표수 | 결과 | 당락 |
| ----------- | ------------- | ---- | ------ | ---------- | ---------- | ---------- | ---------- | ---- | ---- |
| 2010년 선거 | 코모로 대통령 | 10대 | 무소속 | 28.19%     | 3,785표    | 60.91%     | 106,890표  | 1위  |      |